# Marienmünster
Marienmünster település Németországban, azon belül Észak-Rajna-Vesztfália tartományban. Lakosainak száma 4913 fő (2023. december 31.). Marienmünster Schieder-Schwalenberg, Nieheim, Brakel, Höxter és Lügde községekkel határos.

## Népesség
A település népességének változása:
| Lakosok száma | 4989 | 5230 | 5012 | 4962 | 4900 | 4970 | 4913 |
|               | 1975 | 2015 | 2017 | 2019 | 2021 | 2022 | 2023 |